# Renato Balestrero
Renato Balestrero (Lucca, 27 luglio 1898 – Milano, 18 febbraio 1948) è stato un pilota automobilistico italiano.
Vinse 54 delle 217 competizioni automobilistiche disputate tra il 1922 e il 1947.

## Biografia
Nato a Lucca da una famiglia originaria della località piemontese di Serravalle Scrivia, visse a lungo a Genova nel quartiere di Sestri Ponente, dove all'età di due anni fu affidato alla sorella della madre, una Cesaretti di Lucca.
La zia era moglie di Eugenio Fascetti, possessore di un'autofficina e costruttore della Minutoli-Millo, una vettura del 1902 visibile oggi al Museo dell'Automobile di Torino.
Fin da adolescente fu avvicinato al mondo dei motori e partecipò alla prima guerra mondiale come autiere.
All'inizio della sua carriera, nel 1922, fu legato alle Officine Meccaniche e alla guida di una OM 655 S vinse numerosissime corse nel 1924 e 1925, distinguendosi in molte di esse anche contro vetture da Gran Premio.
Alla prima Mille Miglia, nel 1927, in compagnia di Danieli, si classificò 2º assoluto. Partecipò a quasi tutte le successive edizioni, raggiungendo quasi sempre posizioni di eccellenza.
Acquisì quell'anno, al prezzo di favore di 75.000 franchi (Bugatti ci teneva ad averlo come pilota), una Bugatti Type 35T, con la quale gareggiò ottenendo buoni risultati (2° al Gran Premio di Tripoli, 2° alla Coppa della Perugina, 3° al Gran Premio di Roma, 2° alla Coppa Vinci) ma senza mai vincere, a causa della mancanza di una adeguata assistenza per una vettura molto delicata, che lo penalizzò in più occasioni e che rivendette a Nuvolari.
Assieme a Nando Minoia, grande pilota e suo maestro, divenne rappresentante della General Motors e nel 1929 si sposò e ritornò a Genova.
La crisi del 1929-30 lo costrinse ad abbandonare l'impresa, ma saltuariamente partecipò ad alcune corse, riuscendo ad ottenere alcuni successi.
Il ritorno avvenne nel 1932, con la Targa Abruzzo, a Pescara, ove si era recato con un amico possessore di una Alfa Romeo 2300 8C. Questi all'ultimo momento non se la sentì di competere con i migliori piloti della scuderia Ferrari e gli propose di correre al suo posto.
Balestrero, non del tutto sicuro delle sue possibilità, vista la presenza di tanti nuovi piloti emergenti, chiese alla sua giovane moglie di unirsi a lui in veste di meccanico, per crearsi un alibi in caso di insuccesso.
Vinse alla grande dopo un duello accanito con Mario Tadini e decise di ritornare alle corse, acquistando una Alfa Romeo 2300 tipo Monza.
La stagione 1933 fu ricca di affermazioni, tanto che nella classifica redatta dal giornalista Giovanni Canestrini (Gazzetta dello Sport) relativa ai premi in denaro vinti, figura quarto su poco meno di 100 piloti, preceduto solo da Tazio Nuvolari, Achille Varzi e Luigi Fagioli, pur disponendo di una vettura decisamente inferiore in confronto alle Alfa Romeo P3 ed alle Maserati 8C 3000 di questi (entrambe monoposto).
Allestì anche una scuderia automobilistica (Gruppo San Giorgio) attiva fino al 1935, nella quale parteciparono parecchi piloti, tra i quali Clemente Biondetti.
Si affermò soprattutto nelle più importanti corse in salita in Italia, Germania e Svizzera (Susa-Gran San Bernardo, Kesselberg, Klausen), all'epoca considerate alla stregua dei Gran Premi, sempre correndo con auto propria e rifiutando l'offerta di Ferrari di averlo tra i suoi piloti.
Nel 1934, l'avvento delle Mercedes, delle Auto Union e poi delle Alfa Romeo di nuova generazione lo costrinse a ruoli di secondo piano nei Gran Premi, ai quali era comunque sempre invitato, specialmente in Germania, con ricchi ingaggi.
Con la nascita della Categoria Nazionale Sport, allestì una Alfa Romeo 2300 senza compressore e partecipò conseguendo in molte gare successi e vittorie. Continuò, d'intesa con colleghi, a prendere parte a Gran Premi, con Alfa Romeo 12C e poi Tipo 308 3 Litri Formula '38, da loro messe a sua disposizione, poiché grazie alla sua notorietà otteneva cospicui ingaggi da condividere, specie in Germania, al Nürburgring e all'Eifel.
Dal 1938 al 1940, sempre invitato, partecipò anche al Gran Premio di Tripoli con la Maserati 1500 6 cilindri.
Nel dopoguerra comprò la Stanguellini 2800 e, dopo averla resa più affidabile durante la stagione 1946, in quella successiva vinse il titolo di Campione italiano nelle due categorie Nazionale ed Internazionale oltre 1.500, misurandosi contro le Alfa Romeo 2500, le Lancia Astura 3000, le BMW e, nell'ultima parte della stagione, le nuovissime Ferrari e Maserati.
La stagione 1948 si presentava ricca di promesse, con una campagna in Argentina e il debutto con la ND 2500 (Nardi-Danese) a telaio tubolare, ma il 12 febbraio, mentre era fermo al casello dell'autostrada di Milano (proveniva da Torino con un Motore Alfa per la nuova macchina), fu investito mentre era al margine della strada da una Aprilia della Gazzetta dello Sport. Morirà successivamente all'Ospedale Niguarda Ca' Granda a Milano beffato dal destino, dopo aver preso parte a 217 corse, averne vinte 54 ed essere giunto secondo 26 volte, senza mai incidenti in un periodo nel quale i morti in gara erano decine ogni anno.

## Risultati

### Campionato europeo di automobilismo
| 1931    | Scuderia                    | Vettura                       | ITA | FRA | BEL |     |     |     |     | Punti | Posizione |
| ------- | --------------------------- | ----------------------------- | --- | --- | --- | --- | --- | --- | --- | ----- | --------- |
| 1931    | Amedeo Ruggeri              | Talbot Darracq 700            | 7   |     |     |     |     |     |     | 20    | 14º       |
| 1935    | Scuderia                    | Vettura                       | MON | FRA | BEL | GER | SVI | ITA | SPA | Punti | Posizione |
| 1935    | Gruppo Genovese San Giorgio | Maserati 8C 3000 Maserati 26M |     |     |     | Rit | 12  |     |     | 51    | 21º       |
| 1937    | Scuderia                    | Vettura                       | BEL | GER | MON | SVI | ITA |     |     | Punti | Posizione |
| 1937    | Scuderia Maremmana          | Alfa Romeo Tipo B/P3          |     | Rit |     |     |     |     |     | 39    | 33º       |
| 1938    | Scuderia                    | Vettura                       | FRA | GER | SVI | ITA |     |     |     | Punti | Posizione |
| 1938    | Renato Balestrero           | Alfa Romeo Tipo 308           |     | 7   |     |     |     |     |     | 28    | 14º       |
| Legenda |                             |                               |     |     |     |     |     |     |     |       |           |

### Gran Premi di automobilismo
| 1933    | Scuderia                    | Vettura          | MON | FRA | BEL | ITA | SPA |     | Posizione |
| ------- | --------------------------- | ---------------- | --- | --- | --- | --- | --- | --- | --------- |
| 1933    | Renato Balestrero           | Alfa Romeo Monza |     |     |     | 7   |     |     | -         |
| 1934    | Scuderia                    | Vettura          | MON | FRA | GER | BEL | ITA | SPA | Posizione |
| 1934    | Gruppo Genovese San Giorgio | Alfa Romeo Monza | Rit |     | Rit |     |     |     | -         |
| Legenda |                             |                  |     |     |     |     |     |     |           |

### Gare extra campionato
| Anno    | Vettura    | 1       | 2       | 3       | 4       | 5       | 6       | 7     | 8      | 9     |
| ------- | ---------- | ------- | ------- | ------- | ------- | ------- | ------- | ----- | ------ | ----- |
| 1922    | OM         | CMO 8   |         |         |         |         |         |       |        |       |
| 1923    | OM         | CMO 6   |         |         |         |         |         |       |        |       |
| 1924    | OM         | TIG 2   | PER Rit | RAV 6   | POL 4   | CMO 1   | MUG 2   |       |        |       |
| 1925    | OM         | ROM NC  | TRI 1   | CFL 5   | TGF 5   | CAC 4   | CVI 1   | CMO 5 | GAR 18 | APU 1 |
| 1926    | OM         | CFL 7   | TGF 7   | CVI 1   | CET 3   | PER 5   | CMO Rit |       |        |       |
| 1927    | Bugatti    | TRI 2   | POZ Rit | TGF Rit | MES 2   | PER 2   | ROM 3   |       |        |       |
| 1929    | Bugatti    | COC 10  |         |         |         |         |         |       |        |       |
| 1930    | OM         | TGF Rit |         |         |         |         |         |       |        |       |
| 1931    | Talbot     | ROM 4   |         |         |         |         |         |       |        |       |
| 1932    | Alfa Romeo | COC 9   |         |         |         |         |         |       |        |       |
| 1933    | Alfa Romeo | TRI 6   | TGF 2   | LWO SQ  | COC 6   | MNZ 5   | MAS 8   |       |        |       |
| 1934    | Alfa Romeo | TRI 10  | TGF 4   |         | BIE 5   |         |         |       |        |       |
| 1934    | Maserati   |         |         | BRE 8   |         |         |         |       |        |       |
| 1935    | Alfa Romeo | TGF 5   |         | TRI Rit | NÜR Rit | NÜR Rit |         | SIL 4 |        |       |
| 1935    | Maserati   |         | TUN Rit |         |         |         | BRE 12  |       |        |       |
| 1936    | Alfa Romeo | TRI Rit |         |         |         |         |         |       |        |       |
| 1937    | Alfa Romeo | NÜR Rit | BRN Rit |         |         |         |         |       |        |       |
| 1938    | Alfa Romeo | NÜR 7   |         |         |         |         |         |       |        |       |
| 1939    | Maserati   | TRI 11  |         |         |         |         |         |       |        |       |
| 1947    | Alfa Romeo | BAR 3   |         |         |         |         |         |       |        |       |
| Legenda |            |         |         |         |         |         |         |       |        |       |

### 24 Ore di Le Mans
| Anno | Classe | N° | Gomme | Vettura                             | Squadra             | Co-piloti          | Giri | Pos. Assol. | Pos. di Classe |
| ---- | ------ | -- | ----- | ----------------------------------- | ------------------- | ------------------ | ---- | ----------- | -------------- |
| 1926 | 2.0    | 19 | P     | O.M. Tipo 665S Superba O.M. 2.0L I6 | Officine Meccaniche | Frédéric Thelluson | 94   | SQ          | SQ             |

### Mille Miglia
| Anno    | Scuderia            | Costruttore | Vettura                          | Numero | Categoria       | Classe    | Co-Pilota          | Risultato assoluto | Risultato di classe |
| ------- | ------------------- | ----------- | -------------------------------- | ------ | --------------- | --------- | ------------------ | ------------------ | ------------------- |
| 1927    | Officine Meccaniche | OM          | OM 665 "Superba" S torpedo Sport | 13     | ?               | 2.0       | Tino Danieli       | 2º                 | 2º                  |
| 1928    |                     | LaSalle     | LaSalle Series 303               | 94     | Sport           | S 5.0     | Ferdinando Minoia  | 15º                | 1º                  |
| 1930    |                     | OM          | OM 665 "Superba" SS MM Spider    | 66     | Sport           | S 3.0     | A. Bornigia        | 12º                | 2º                  |
| 1930    |                     | Alfa Romeo  | Alfa Romeo 6C 1750 SS Spider     | 121    | Sport           | S 2.0     | M. Dafarra         | 16º                | 10º                 |
| 1933    |                     | Alfa Romeo  | Alfa Romeo 8C 2300 Monza         | 86     | Sport e Turismo | S/TP +1.5 | Attilio Battilana  | Rit                | Rit                 |
| 1934    | Gruppo San Giorgio  | Alfa Romeo  | Alfa Romeo 8C 2300               | 60     | Sport           | S 3.0     | Arrigo Sanguinetti | 6º                 | 5º                  |
| 1935    |                     | Alfa Romeo  | Alfa Romeo 8C 2300 Monza         | 88     | Sport           | S-/+3.0   | Arrigo Sanguinetti | 6º                 | 6º                  |
| 1937    |                     | Fiat        | Fiat 500                         | 1      | Turismo         | TN 750    | A. Romani          | Rit                | Rit                 |
| 1938    |                     | Alfa Romeo  | Alfa Romeo 6C                    | 116    | Sport           | S 2.0     | Secondo Corsi      | Rit                | Rit                 |
| 1947    |                     | Fiat        | Fiat 1100 S berlinetta           | 114    | Sport           | S 1.1     | Giovanni Bracco    | 9º                 | 8º                  |
| Legenda |                     |             |                                  |        |                 |           |                    |                    |                     |

### Targa Florio
| Anno    | Scuderia          | Costruttore | Vettura            | Numero | Categoria                     | Classe | Co-Pilota | Giri | Risultato assoluto | Risultato di classe |
| ------- | ----------------- | ----------- | ------------------ | ------ | ----------------------------- | ------ | --------- | ---- | ------------------ | ------------------- |
| 1925    | Renato Balestrero | OM          | O.M. 665S 2.0      | 13     | Categoria 3                   | 2.0    |           | 4    | 5º                 | 3º                  |
| 1926    | Renato Balestrero | OM          | O.M. 665S          | 25     | Categoria 4                   | +2.0   |           | 5    | 7º                 | 6º                  |
| 1927    | Renato Balestrero | Bugatti     | Bugatti T35C 2.0   | 20     | Categoria 2                   | +1.5   |           | 3    | Rit                | Rit                 |
| 1930    | Renato Balestrero | OM          | O.M. 665S 2.2      | 26     | Formula Libre                 |        |           | 1    | Rit                | Rit                 |
| 1933    | Renato Balestrero | Alfa Romeo  | Alfa Romeo 8C 2300 | 4      | Categoria Corsa senza Limiti  |        |           | 7    | 2º                 | 2º                  |
| 1934    | Renato Balestrero | Alfa Romeo  | Alfa Romeo Monza   | 12     | Categoria Corsa senza Limiti  |        |           | 6    | 4º                 | 4º                  |
| 1935    | Renato Balestrero | Alfa Romeo  | Alfa Romeo Monza   | 26     | Categoria sopra 1.1 Litro     |        |           | 6    | 5º                 | 5º                  |
| 1940    | Scuderia Torino   | Maserati    | Maserati 6CM       | 4      | Categoria Corsa per 1.5 Litro |        |           | 36   | 10º                | 10º                 |
| Legenda |                   |             |                    |        |                               |        |           |      |                    |                     |